# Denis Vasilev
Denis Andreïevitch Vasilev (russe : Денис Андреевич Васильев), né le 31 décembre 1993 à Astrakhan, est un handballeur international russe.

## Biographie

### En club
Denis Vasilev naît à Astrakhan, sur les bords de la Mer Caspienne. Il fait ses débuts au Dinamo Astrakhan avant de rejoindre, en 2017, le Medvedi Tchekhov plus grand club du pays, basé au sud de Moscou et champion en continu depuis 2002. Il remporte le titre lors de ses deux premières saisons.
Lors de la saison 2019-2020, Denis Vasilev dispute la Ligue des champions avec le Medvedi Tchekhov, mais est éliminé rapidement, terminant cinquième en phase de groupes. Il totalise 206 buts en 120 matchs sous les couleurs du Medvedi Tchekhov.
En janvier 2020, le C' Chartres MHB cherche un remplaçant à Youssef Benali pour la saison suivante et engage Vasilev pour deux ans. Après 3 saisons à Medvedi Tchekhov et alors qu'il avait l'opportunité de rejoindre le club slovaque du HT Tatran Prešov, il préfère rejoindre un championnat compétitif et retrouve, à Chartres, son compatriote et ami Sergueï Koudinov,.

### En équipe nationale
Denis Vasilev n'est pas retenu pour l'Euro 2020.

## Palmarès
- Championnat de Russie (3)
  - Champion : 2018, 2019 et 2020 (Medvedi)
- Coupe de Russie (3)
  - Vainqueur : 2018, 2019 et 2020 (Medvedi)

## Statistiques
| Saison     | Club             | Championnat | Championnat | Championnat | Coupe(s) nationale(s) | Coupe(s) nationale(s) | Compétition(s) continentale(s) | Compétition(s) continentale(s) | Compétition(s) continentale(s) | Russie | Russie | Total | Total |
| Saison     | Club             | Division    | M.          | B.          | M.                    | B.                    | Comp.                          | M.                             | B.                             | M.     | B.     | M.    | B.    |
| 2010-2011  | Dinamo Astrakhan | D1          | -           | -           | -                     | -                     | C3                             | -                              | 0                              | -      | -      | 0     | 0     |
| 2011-2012  | Dinamo Astrakhan | D1          | -           | -           | -                     | -                     | -                              | -                              | -                              | -      | -      | 0     | 0     |
| 2012-2013  | Dinamo Astrakhan | D1          | -           | -           | -                     | -                     | -                              | -                              | -                              | -      | -      | 0     | 0     |
| 2013-2014  | Dinamo Astrakhan | D1          | -           | -           | -                     | -                     | -                              | -                              | -                              | -      | -      | 0     | 0     |
| 2014-2015  | Dinamo Astrakhan | D1          | -           | -           | -                     | -                     | C3                             | -                              | 0                              | -      | -      | 0     | 0     |
| 2015-2016  | Dinamo Astrakhan | D1          | -           | -           | -                     | -                     | -                              | -                              | -                              | -      | -      | 0     | 0     |
| 2016-2017  | Dinamo Astrakhan | D1          | -           | -           | -                     | -                     | C3                             | -                              | 20                             | -      | -      | 0     | 20    |
| Sous-total | Sous-total       | Sous-total  | -           | -           | -                     | -                     | -                              | -                              | 20                             | -      | -      | 0     | 20    |
| 2017-2018  | Medvedi Tchekhov | D1          | 34          | 53          | -                     | -                     | C1                             | 9                              | 10                             | -      | -      | 43    | 63    |
| 2018-2019  | Medvedi Tchekhov | D1          | 29          | 60          | -                     | -                     | C1                             | 9                              | 15                             | -      | -      | 38    | 75    |
| 2019-2020  | Medvedi Tchekhov | D1          | 20          | 48          | -                     | -                     | C1                             | 10                             | 24                             | -      | -      | 30    | 72    |
| Sous-total | Sous-total       | Sous-total  | 93          | 161         | -                     | -                     | -                              | 28                             | 49                             | -      | -      | 120   | 206   |
| 2020-2021  | C' Chartres MHB  | Starligue   | 8           | 24          | -                     | -                     | -                              | -                              | -                              | -      | -      | 8     | 24    |